# داربيدكرني (مقاطعة تشرداول)
داربيدكرني (بالفارسية: داربیدکرنی) هي قرية تقع في قسم هليلان الريفي في إيران. يقدر عدد سكانها بـ 69 نسمة بحسب إحصاء 2016.